# Kriváň (loď)
 Kriváň byla čtvrtá ze čtyřech lodí série B-455, určených pro dopravu materiálu. Postavili je v polské loděnici A. Warskiego ve Štětíně, stala se v roce 1970 součástí flotily společnosti Československá námořní plavba.

## Historie lodě
Byla vybavena motorem Schulzer s úpravou na lacinější těžké palivo v vyšším výkonem, než měla první sesterská loď Blaník. Na základě zkušeností s Blaníkem byly upraveny kajuty i nákladové prostory stejně, jako předchozí Sitno a Radhošť. Motor umožnil vyvinout rychlost 14,7 uzlu při spotřebě 18 tun paliva denně a umožnil ekonomický režim na polovinu spotřeby při malém snížení rychlosti. Loď byla určena pro převoz různého zboží.
Sloužila Československu téměř 17 let, absolvovala 136 plaveb do mnoha přístavů řady kontinentů. Dne 2. června 1987 byla prodána již jako odepsaná za 5,6 mil. Kč na Maltu. Nový majitel Insula Navigation, La Valenta, Malta, ji přejmenoval na Mirela a používal dál.  1987 přejmenována → MARIA - 1987 →  CAPTAIN BILL - 1989  → MAX TRANSPORT - 1993 → FARAMITA -  a 1998  → BLUE BIRD.
Jako BLUE BIRD 11-04-1998 dorazila do Alang, kde byla sešrotována. (ref: http://www.shipspotting.com/gallery/photo.php?lid=90008)